# Relegatio
Die relegatio war eine abgestufte Form der Verbannung im antiken Römischen Reich, die als mögliche Sanktion auf gewisse Delikte verhängt werden konnte.
In der römischen Republik wurde sie vom Senat oder von den rechtsprechenden Magistraten ausgesprochen. Die relegatio konnte auch von dem pater familias aufgrund seiner patria potestas als dauerhafter oder befristeter Ausschluss eines Hausangehörigen aus dem Familienverband angewendet werden.
In der römischen Kaiserzeit kam die relegatio als Rechtsfolge auf Delikte wie der Unzucht und des Ehebruchs bevorzugt gegen Angehörige der höheren Stände (honestiores) zur Anwendung. Die relegatio konnte auf bestimmte Zeit, in der Regel von einem halben bis zu zehn Jahren, oder auf Lebenszeit (relegatio perpetua) ausgesprochen werden.
Die bestrafte Person behielt im Gegensatz zur aquae et ignis interdictio ihre Bürgerrechte (civitas). Ihr wurde allerdings entweder ein Aufenthaltsort zugewiesen (z. B. eine entfernte Provinz, eine Insel) oder verboten, gewisse Bereiche des römischen Reichs zu betreten. Eine Zuwiderhandlung gegen die Auflagen zog die nächsthöhere Stufe der Strafnorm nach sich. Das Vermögen der Relegierten blieb, von einigen Ausnahmen abgesehen, grundsätzlich unangetastet.
Eine Ausstoßung aus Rom oder aus einer Provinz bedeutete für politisch aktive Personen oft einen Verlust ihres Einflusses. Im Gegensatz zur wesentlich härteren deportatio, die neben dem Bürgerrechtsverlust auch die vollständige Einziehung des Vermögens bedeutete, begab sich der Betroffene selbst an den Ort der Verbannung, ohne dass er dorthin eskortiert bzw. unter Aufsicht gestellt wurde.

## Bekannte Personen unter Relegatio
- Ovid, verbannt ans Schwarze Meer (heute Constanța, Rumänien), starb im Exil.
- Seneca, musste acht Jahre auf Korsika leben.